# Загужаны (Горлицкий повет)
Загужа́ны (пол. Zagórzany) — село в Польше в гмине Горлице Горлицкого повета Малопольского воеводства.

## География
Село находится в 6 км от административного центра гмины города Горлице и 97 км от центра воеводства города Краков.

## История
Первые сведения о селе относятся к 1319 году, когда оно стало собственностью бенедиктинского монастыря в Тыньце. После того, как имущество монастыря было национализировано австрийскими властями, село перешло в собственность шляхетского рода Велёпольских из Кобылянки и через некоторое время — роду Скшиньских. В 1839 году Тадеуш Скшиньский построил в селе усадьбу в неоготическом стиле по проекту архитектора Францишка Ланци. В этой усадьбе Тадеуш Скшиньский основал небольшую начальную школу для детей обедневшей шляхты. В этой школе некоторое время преподавал польский писатель Винценты Поль. Со временем эта усадьба приобрела черты замка.
В 1816 году в селе была построена каменная церковь.
В 1975—1998 годах село входило в Новосонченское воеводство.

## Известные жители и уроженцы
- Александр Скшиньский (1882—1932) — польский государственный деятель.

## Достопримечательности
- Загужанский замок — памятник культуры Малопольского воеводства[2].
- Ландшафтный парк, заложенный в первой половине XIX века;
- Воинское захоронение времён Первой мировой войны;
- Мавзолей Скшиньских, в котором похоронен польский государственный деятель Александр Скшиньский.